# Сулекская писаница

Музей-заповедник «Сулеки»

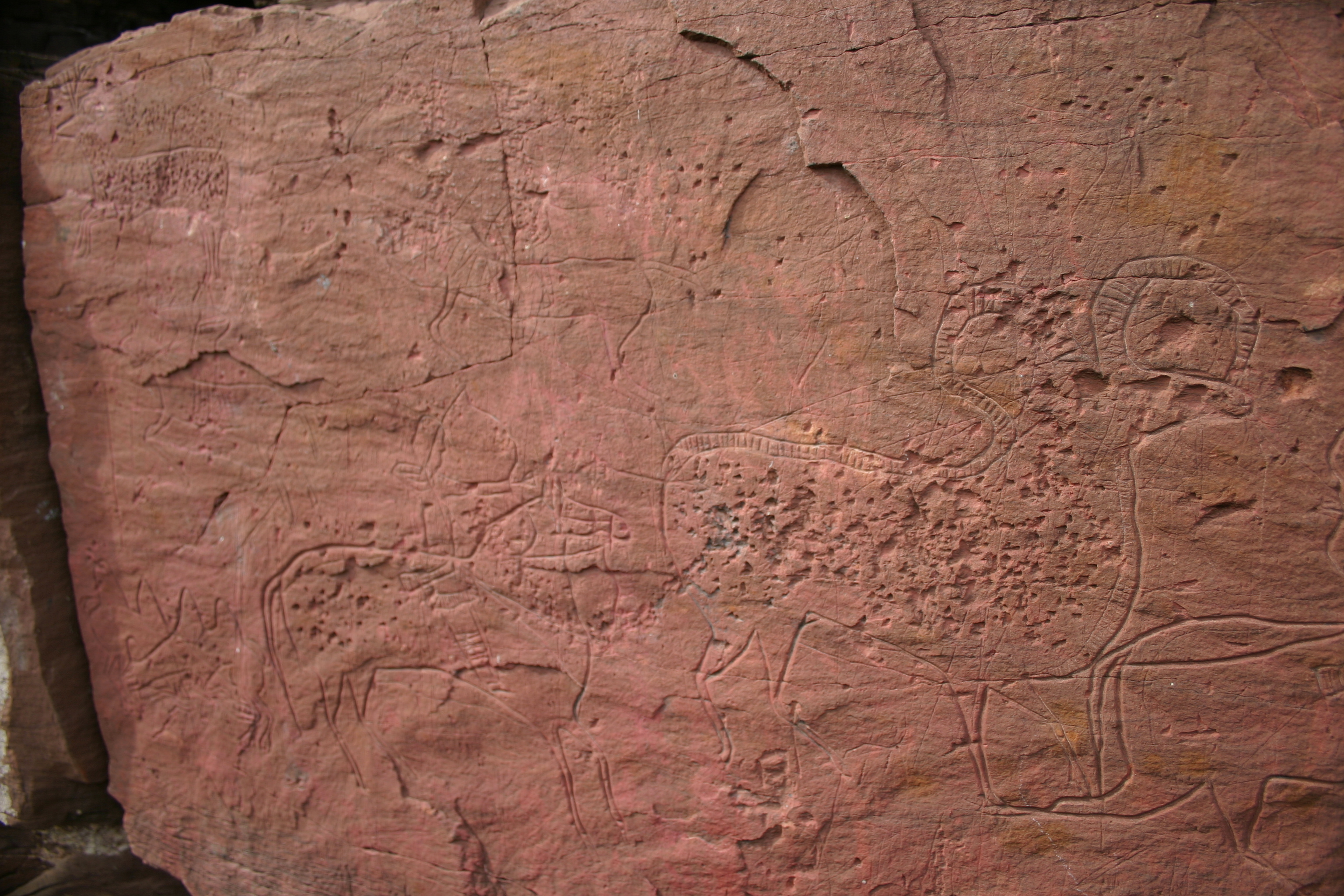
Сулекская писаница

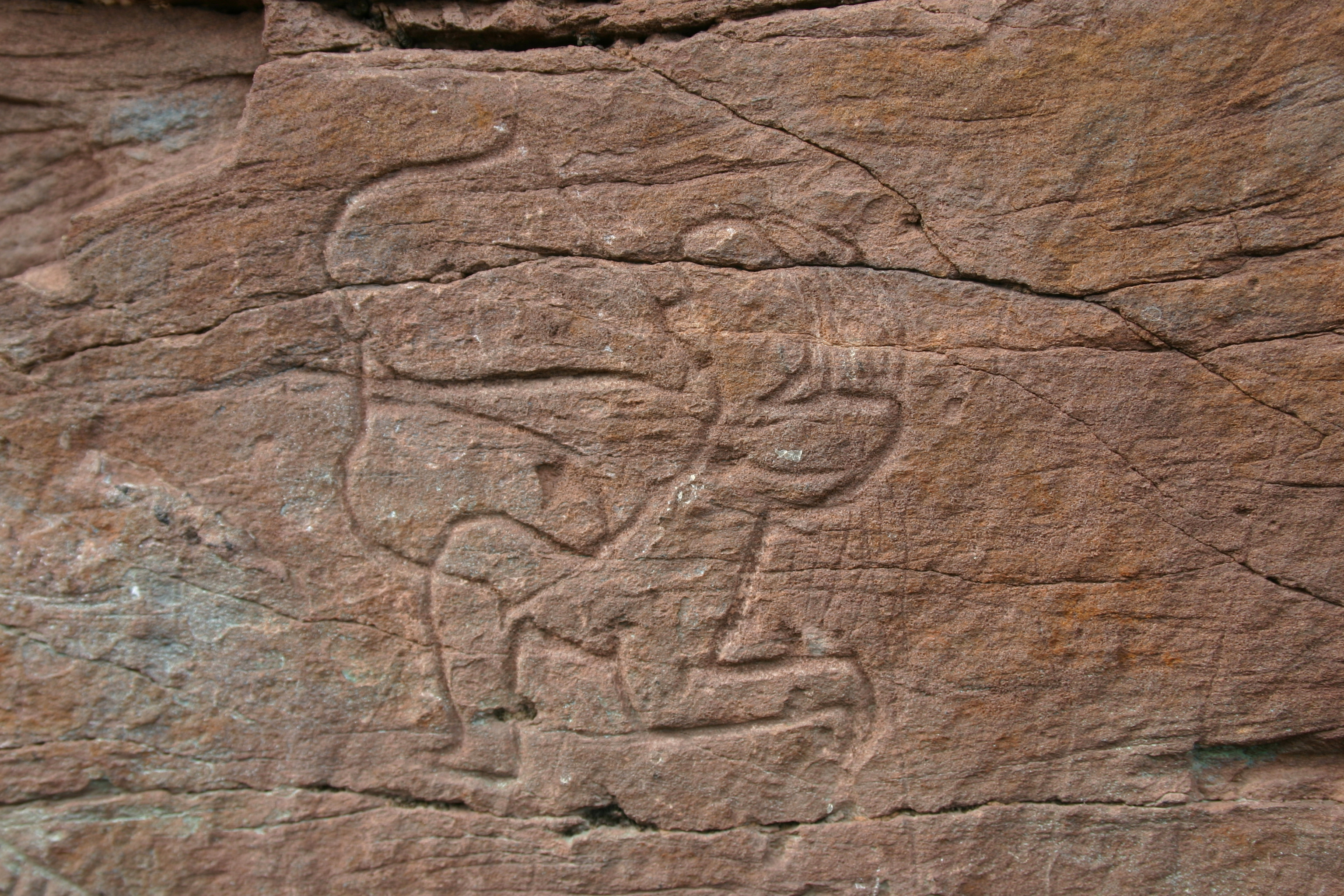
Сулекская писаница

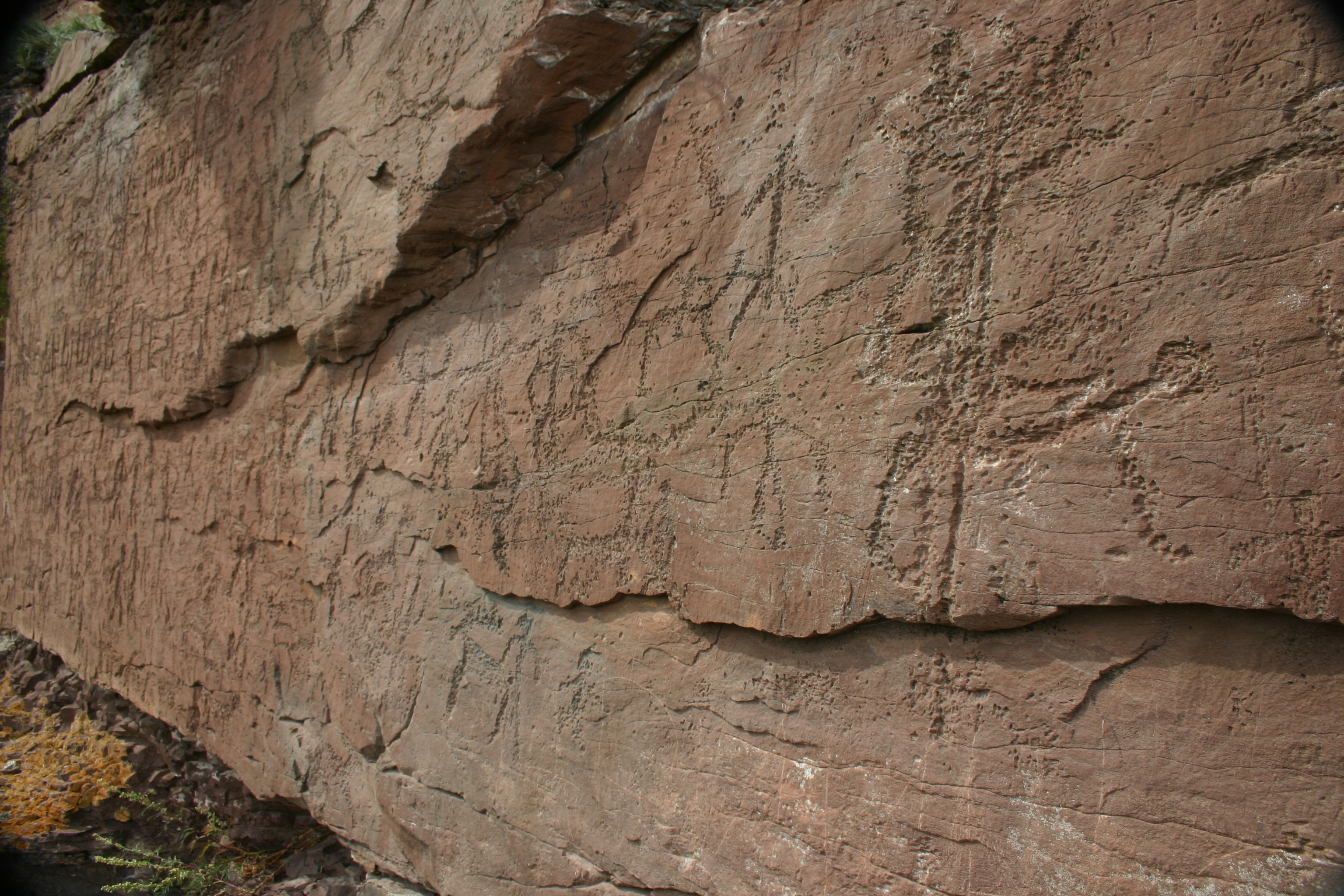
Сулекская писаница

Сулекская писаница. Фрагмент

Сулекская писаница — памятник изобразительного искусства Южной Сибири VII—IX веков. Находится неподалёку от реки Печище, в 18 км от посёлка Копьёво Орджоникидзевского района Республики Хакасии. Название писаницы произошло от улуса Сулеков. Народное название Сулекской писаницы «Пічіктіг-Тағ» (с хак. Писаная гора).
Первое научное описание писаницы было сделано в 1847 году, потом сюда прибыла экспедиция финского общества по изучению древностей, она работала в Хакасии в 1887—1889 годах. Рисунки писаницы, расположенные в основном на Писаной и Соляной горах, были зарисованы с натуры художником, входящим в состав экспедиции. После финнов здесь работал исследователь петроглифов А. В. Адрианов.
Сулекская писаница представляет собой скалу, сплошь покрытую тысячами рисунков. Основные сюжеты — это сцены охоты, сражений, борьбы животных, шаманские обряды. Рисунки сопровождаются текстами рунического письма; верхняя надпись гласит: «Вечная скала» (также Писаная или Вечная гора), то есть скала с рисунками, оставленными на вечные времена.
Самое большое количество изображений на этой горе относятся к эпохе древнекыргызского государства. Рисунки выполнены в технике гравировки — расчерченными линиями. В этой технике изображены воины на лошадях, стреляющие из лука в животных, верблюды, кусающие друг друга (на территории Хакасии разводили верблюдов вплоть до конца XIX века). Есть изображения кабанов и барсов. На одном из хорошо сохранившихся рисунков изображён человек на лошади, держащий в поднятой руке что-то вроде палицы. Есть уникальные изображения гравированными линиями — божество в трехрогом головном уборе, которое соотносится с описанием древней богини Умай.
Как памятник древней культуры имеет не только местное, но и всемирное значение. В настоящее время Сулекская писаница является объектом культурного наследия федерального значения. Это наиболее крупный памятник на севере Хакасии. Как и большинство памятников, он постепенно разрушается. Одни из главных факторов разрушения — человек и природа. Организован музей-заповедник «Сулеки».